# Mistrzostwa Świata Kobiet w Biegach Ulicznych 1987
5. Mistrzostwa Świata Kobiet w Biegach Ulicznych – zawody lekkoatletyczne zorganizowane pod egidą IAAF w Monte Carlo w 1987 roku. Rywalizowano w biegu na dystansie 15 kilometrów. 

## Rezultaty
| Konkurencja:  | 1. miejsce         | Rezultat | 2. miejsce   | Rezultat | 3. miejsce                                                | Rezultat |
| Indywidualnie | Ingrid Kristiansen | 47:17    | Nancy Tinari | 48:53    | Maria Curatolo                                            | 49:15    |
| Drużynowo     | Portugalia         | 32 pkt.  | ZSRR         | 32 pkt.  | Wielka Brytania · Paula Fudge · Marina Samy · Sally Ellis | 46 pkt.  |